# Blazing Combat
Blazing Combat fue una revista estadounidense de historietas bélicas publicada trimestralmente por Warren Publishing de 1965 a 1966. Escrita y editada por Archie Goodwin, con ilustraciones de artistas notables de la industria como Gene Colan, Frank Frazetta, John Severin, Alex Toth y Wally Wood, presenta historias bélicas tanto en escenarios contemporáneos como de época, unificadas por el tema humanista de los costes personales de la guerra más que por los motivos tradicionales en historietas de aventuras masculinas.

## Historial de publicaciones
Tras el éxito de la revista de historietas de terror en blanco y negro de Warren Publishing Creepy en 1964, el editor James Warren se dedicó también a la ficción bélica al año siguiente con el efímero Blazing Combat. El Blazing Combat en blanco y negro, de 64 páginas, publicó cuatro números trimestrales, con fecha de portada de octubre de 1965 a julio de 1966, y, como Creepy, tenía un precio de portada de 35 centavos.

Warren se inspiró en los dramas humanistas de EC Comics titulados Frontline Combat (1951-1954) y Two-Fisted Tales (1950-1955), del editor Harvey Kurtzman, comentando en 1999: «Pensé en lo que Harvey había hecho para [la editorial EC]. Bill Gaines debería haberse separado de alguna manera de las historietas de terror de EC. Los primeros trabajos de Harvey fueron la inspiración para Blazing Combat. Le dije a Harvey que la línea editorial de Blazing Combat no iba a ser probelicista o de sangre y agallas. Iba a ser antibelicista». A pesar de esa inspiración, Kurtzman, entonces editor de la revista satírica de Warren Help!, no estuvo involucrado en la publicación de Blazing Combat. El editor de la revista, Archie Goodwin, recordó que:
La primera vez que conocí a Kurtzman, acababa de empezar a hacer Blazing Combat, y Warren acababa de decidir cancelar Help!. Así que le dije: «Caramba, lo siento mucho. ¿Warren discutió contigo por qué la estaba cancelando?» Y Kurtzman dijo, «Bueno, supongo que fue porque, ya sabes, él preferiría hacer el tipo de cosas que vosotros estáis haciendo».
Goodwin escribió todas menos una de las 29 historias de la serie, coescribiendo dos con el artista respectivo de cada historia. Los relatos generalmente de seis a ocho páginas fueron ilustrados por veteranos de las historias bélicas de EC, como John Severin, Wally Wood—dos de los principales colaboradores de Frontline Combat— George Evans, Russ Heath y Alex Toth, así como por los artísticas de ciencia ficción y terror de EC Reed Crandall y Joe Orlando. Otros ilustradores fueron Gene Colan, Al Williamson, Gray Morrow y Angelo Torres. Las cuatro portadas fueron obra de Frank Frazetta.
Si bien la mayoría de las historias tenían lugar durante la Segunda Guerra Mundial, los escenarios iban desde las Guerras Persas hasta la actualidad. Algunas trataban de personajes históricos, como el general Benedict Arnold de la Guerra de Independencia de los Estados Unidos y su victoria pretraidora en la Batalla de Saratoga (número 2, enero de 1966), mientras que «Foragers» (número 3, abril de 1966) se centró en un soldado ficticio en la devastadora Marcha al Mar del General William T. Sherman durante la Guerra de Secesión. «Holding Action» (número 2), ambientada en el último día de la Guerra de Corea, terminaba con un joven soldado entusiasta, dispuesto a no renunciar, escoltado por sus protestas a un vehículo médico. La viñeta final resultaba ambigua respecto a si el trauma del joven sería temporal o duradero.
Las historias más controvertidas se desarrollaron durante la guerra de Vietnam contemporánea, particularmente «Landscape» (número 2), que sigue los pensamientos de un agricultor de arroz vietnamita desprovisto de ideología que, sin embargo, se convierte en una víctima civil. Warren dijo que la historia hizo que los distribuidores clave dejaran de vender el título.

### Controversia de «Landscape»
El primer número de Blazing Combat llegó a los quioscos a mediados de 1965, durante el período de escalada en el envío de tropas estadounidenses al sudeste asiático, años antes de que el sentimiento público estadounidense se volviera contra la guerra de Vietnam. El editor James Warren dijo que, desde el principio, los distribuidores de revistas al por mayor le advirtieron que la postura antibélicista de la revista presentaba un obstáculo para las ventas. Como Warren recordó en una entrevista en 1999: «[Aquí] está mi distribuidor, diciendo: "¡Uh, oh! ¡Espere a que nuestros mayoristas, muchos de ellos pertenecientes a la Legión Estadounidense, vean esto!". Descubrieron muy rápido que era antibelicista».

Warren dijo que la historia del segundo número ambientada en Vietnam, «Landscape» (en español: «Paisaje»), del escritor Goodwin y el artista Orlando, solidificó la postura de los mayoristas contra la revista. Como describe el historiador de historietas Richard Arndt:
La historia se refiere a un viejo agricultor vietnamita que finalmente entiende la verdadera economía de la guerra. [...] Según Warren, la Legión Americana inició una campaña silenciosa entre los distribuidores, muchos de los cuales pertenecían a la organización, para dejar la revista en los estantes de los distribuidores en lugar de enviarlas al público comprador. También hubo problemas por parte de las Fuerzas Armadas (en ese momento, un importante comprador de revistas de historietas en blanco y negro) [...] comenzó a negarse a vender Blazing Combat en sus bases o PX [tiendas minoritas que se encuentran en instalaciones militares estadounidenses en todo el mundo], debido a su percibida postura 'antibelicista'.
Warren comentó en 1999 que:
la negativa de los PX del ejército a llevar Blazing Combat no la mató. No fue su sentencia de muerte, pero me quedó claro que la revista nunca llegaría a los quioscos. Estaba dispuesto a llevar Blazing Combat y perder 2000 dolares por cada número [...] Luego las pérdidas alcanzaron los 4000 dólares por número. Una de las razones por las que bajó tanto fue porque los PX no se llevaban el número 4 (los PX del ejército eran una gran parte de nuestro negocio) y los mayoristas devolvían los paquetes sin abrir, junto con cartas desagradables para mí. Esto estaba empezando a reflejarse en los otros libros. En efecto, decían, 'Si la editorial Warren está publicando esta basura antipatriótica, ¡no queremos ninguno de sus otros libros!' [...] La documentación oficial era su formulario de pedido mensual [de los PX], que indicaba 'cero copias pedidas' de Blazing Combat para el próximo mes.
En una entrevista de 1991, Warren especuló sobre otras razones de los problemas de distribución del título:
Cuando salió el primer número de una pequeña editorial [...] los mayoristas no le prestaron mucha atención. No sabían qué demonios era Blazing Combat. No les podía importar menos lo que era [...] Ninguno me diría la verdad [acerca de por qué las ventas cayeron con el segundo número]. A nuestro distribuidor nacional no le importaba lo suficiente como para ahondar en ello. Los responsables no tuvieron el valor de escribirme una carta, o llamarme por teléfono, o decírmelo a la cara en las convenciones a las que asistí, las convenciones de distribución o lo que fuera.

## Evaluación crítica
El crítico Jason Sacks, en su reseña del libro The Warren Companion, se refiere a las historietas de Blazing Combat como «las mejores historietas bélicas desde la época de la CE», mientras que el historiador de historietas Richard Arndt evalúa Blazing Combat como «probablemente la mejor historieta bélica jamás publicada». El escritor y crítico Steve Stiles, en una descripción general de la carrera del escritor y editor Archie Goodwin, dijo: «Las historias eran a la vez valientes y realistas [...] mostrando el verdadero horror de la guerra».

## Reimpresiones
- Blazing Combat (Warren Publishing, 1978. ISBN 84-85138-26-0

Edición de tapa blanda que reimprime 17 historias en blanco y negro y las portadas en cuatro colores.
- Portada de Creepy, núm. 89 (junio de 1977)

Portada de Blazing Combat, núm. 1 (este número de la antología de terror contenía historias bélicas).
- Creepy, núm. 139 (julio de 1982)

Incluye «Survival» (Blazing Combat, núm. 3). Ilustrado por Alex Toth.
- Creepy, núm. 142 (octubre de 1982)

Incluye las historias «¡Night Drop!» (Blazing Combat, núm 4), con ilustraciones de Angelo Torres, y «Kasserine Pass» (Blazing Combat, núm. 2), con ilustraciones de Angelo Torres y Al Williamson.
- Blazing Combat. Fantagraphics Books, 2009. ISBN 1-56097-965-8

Publicación en tapa dura que reimprime los cuatro números en su totalidad.

## Ediciones en español
- Goldwin, Archie (2011). Blazing Combat. Barcelona: Norma. ISBN 978-84679-0425-3.